# Ani Amiraghjan
Ani Amiraghjan (armenisch Աննա Մովսիսյան, engl. Transkription: Ani Amiraghyan; * 9. Oktober 1993 in Jerewan) ist eine armenische Tennisspielerin.

## Karriere
Ani Amiraghjan, die am liebsten auf Hartplätzen spielt, begann im Alter von acht Jahren mit dem Tennis. Als Juniorin gewann sie zwei Einzel- und einen Doppeltitel der Kategorie Grade 5. Im Frühjahr 2009 versuchte sie erstmals, sich für die Hauptrunde eines Profiturniers zu qualifizieren, verlor jedoch in der zweiten Qualifikationsrunde gegen Amy Sargeant mit 6:4, 4:6 und 2:6. Bisher gewann sie auf der ITF Tour einen Einzel- und sechs Doppeltitel. 
Seit 2010 spielt sie für die armenische Fed-Cup-Mannschaft, mit einer Bilanz von 29:21.
2016 hatte sie mit einer Bilanz von 11:1 einen wesentlichen Anteil am Aufstieg des TC Blau-Weiß Dresden-Blasewitz in die 2. Tennis-Bundesliga (Süd). Nach einer Babypause gehörte sie 2018 zum Zweitligateam, das am Saisonende Platz zwei belegte.

## Turniersiege

### Einzel
| Nr. | Datum              | Turnier | Kategorie   | Belag     | Finalgegnerin  | Ergebnis |
| --- | ------------------ | ------- | ----------- | --------- | -------------- | -------- |
| 1.  | 21. September 2012 | Batumi  | ITF $15.000 | Hartplatz | Hanna Schkudun | 6:1, 6:3 |

### Doppel
| Nr. | Datum              | Turnier   | Kategorie   | Belag     | Partnerin        | Finalgegnerinnen                       | Ergebnis         |
| --- | ------------------ | --------- | ----------- | --------- | ---------------- | -------------------------------------- | ---------------- |
| 1.  | Mai 2011           | Gaziantep | ITF $10.000 | Hartplatz | Başak Eraydın    | Daniella Dominikovic Melis Sezer       | 6:2, 6:3         |
| 2.  | 5. Juli 2013       | Todi      | ITF $10.000 | Sand      | Alice Balducci   | Claudia Giovine Yuka Mori              | 6:2, 6:3         |
| 3.  | 11. Juli 2015      | Telawi    | ITF $10.000 | Sand      | Chen Chaoyi      | Anastassija Gassanowa Adeliya Zabirova | 6:3, 6:0         |
| 4.  | 19. Juli 2015      | Telawi    | ITF $10.000 | Sand      | Chen Chaoyi      | Amina Anschba Adelina Baravi           | 6:3, 6:4         |
| 5.  | 19. September 2015 | Telawi    | ITF $10.000 | Sand      | Amina Anschba    | Polina Golubovskaya Alina Kislizkaja   | 6:1, 6:1         |
| 6.  | 17. November 2019  | Iraklio   | ITF W15     | Sand      | Julija Stamatowa | Oana Gavrilă Noelia Zeballos           | 6:1, 4:6, [10:7] |